# Bank of America
Bank of America (NYSE: BAC) er en amerikansk multinational finans- og bankkoncern. 
Koncernens aktiver var i 2013 på 2.102,273 mia. amerikanske dollar, hvilket gjorde det til USA's største bank og verdens 12. største.
Bank of America har hovedkvarter i Charlotte, North Carolina i USA. I 2013 havde koncernen 245.452 medarbejdere.